# 26611 Madzlandon
26611 Madzlandon este un asteroid din centura principală de asteroizi.

## Descriere
26611 Madzlandon este un asteroid din centura principală de asteroizi. A fost descoperit pe 29 martie 2000 la Socorro, New Mexico, în cadrul proiectului LINEAR. Asteroidul prezintă o orbită caracterizată de o semiaxă mare de 2,37 ua, o excentricitate de 0,04 și o înclinație de 7,2° în raport cu ecliptica.